# 塞尔瓦-迪瓦尔加尔代纳
塞尔瓦-迪瓦尔加尔代纳（義大利語：Selva di Val Gardena），是意大利博尔扎诺-上阿迪杰自治省的一个市镇。总面积53平方公里，人口2624人，人口密度49.5人/平方公里（2009年）。ISTAT代码为021089。市镇的主要语言是拉迪恩语。